# Šarkoova artropatija
Šarkoova artropatija ili Šarkoovi zglobovi je bolest stopala koja nastaje kao hronične komplikacije šećerne bolesti, zasnovana na dijabetesnoj polineuropatiji, čiji tačan mehanizam nastanka još uvek nije jasan. Iako je ovo relativno retka komplikacija, zbog svog progredijentnog toka može dovesti do potpune imobilizacije i značajnog smanjenja kvaliteta života bolesnika.
Smatra se da ovo stanje nastaje zbog autonomne disfunkcije živaca i ima za posledicu narušenu perfuziju u kostima stopala, što dovodi do fragmentacije kostiju i pojave ulceracija, kao posledica destrukcija kostiju i zglobova, zbog potpunog odsustva senzibiliteta. Ako se bolest ne leči parvovremeno i adekvatno dovodi do masivne deformacije stopala, ili se može razviti i masivna osteoliza, odnosno resorpcija kosti, koja često nameće potrebu za amputacijom.
U svom razvojnom toku bolest prolazi kroz tri stadijuma a jednostavnim terapijskim merama, poput mirovanja, moguće je zaustaviti progredijentni tok ove komplikacije, ali samo dok se nalazi u prvom stadijumu. Kasnije lečenje, čak i hirurško, daje ograničene rezultate i vremenski kratkotrajno poboljšanje.

## Istorija
Prvi klinički opis neuro-osteoartropatije stopala dao je Žan-Marten Šarko francuski neurolog i patolog, koji se smatra osnivačem i prvim profesorom moderne neurologije, 1868. godine, kada je ovu bolest opisao kod bolesnika sa tabesom dorsalisom (koji je patio od mijelopatije izazvane sifilisom).
Nakon više od 150 godina, od Šarkoovog opisa bolesti, istraženo je preko 24 stanja koja mogu prouzrokovati nastanak Šarkoove artropatije. Tu spadaju: tabes dorzalis, siringomielija i traume kičmene moždine. Međutim danas se kao primarni uzrok nastanka Šarkoove artropatije navodi šećerna bolest.
Prvi opis neuro-osteoartropatije kod bolesnika sa šećernom bolešću dao je Džordan 1936. godine i od tada se ova promena primarno ubraja u hronične komplikacije šećerne bolesti.

## Epidemiologija
Komplikacije šećerne bolesti, u koje spada i Šarkoova artropatija koje se manifestuju na stopalu, razlog su velike patnje pacijenata i troškova za društvo. Procjenjuje se da će do 2035. godine globalna prevalencija šećerne bolesti dostići gotovo 600 miliona, a oko 80% obolelih će živeti u zemljama u razvoju.
Šarkoova artropatija kao jedna od mnogobrojnih komplikacija šećerne bolesti javlja se u 0,1 — 6,8% obolelih, u starosnoj dobi 50 — 60 godina, koji su u proseku 10 godina bolovali od šećerne bolesti sa dijabetesnom neuropatijom.
Budući da je najčešći uzrok polineuropatije u industrijalizovanim zemljama sveta sa visokom stopom obolelih od šećerne bolesti, prevalenca u ovoj rizičnoj grupi je vrlo visoka, i iznosi do 35%.
Šarkoova artropatija ne predstavljaju samo veliku ličnu tragediju, nego utiče i na porodicu obolelog i predstavlja značajan finansijski teret za zdravstveni sistem i društvo u celini. U zemljama sa niskim prihodima, samo troškovi lečenja složenih dijabetesnih ulkusa mogu biti jednaki godišnjoj zaradi tokom 5,7 godina, što potencijalno rezultuje finansijskom propašću tih pacijenata i njihovih porodica.
Lokalizacija promena
Promene kod Šarkoove artropatije su najčešće likalizovane na donjim esktremitetima (udovima) i to u:
- 60% slučajeva na tarzo-metatarzalnim zglobovima
- 30% slučajeva na tarzo-falangealnim zglobovima
- 10% slučajeva na skočnom zglobu

Najčešće je bolešću zahvaćen jedan ekstremitet, ali ima slučajeva kada se bolest javlja obostrano.

## Etiopatogeneza
Šarkoovu artropatiju karakterišu četiri različita stadijuma bolesti (vidi sliku), nalik aktivnim i neaktivnim fazama bolesti:
Zapaljenje
Zapaljenje je prvi stadijum bolesti, koji se karakteriše masivnom infekcijom donjih ekstremteta. Kako infekcija progredira tako bolest sve više napreduje i prelazi u narednu fazu.
Fragmentacija
Kao odgovor na zapaljenje u ovoj fazi bolesti javlja se destrukcija kostiju sa fragmentacijom koštanih fragmenata, koja nastaje kao posledica brojnih fraktura nakon mikrotrauma.
Kako mehanička destrukcija napreduje javlja se hiperemija i resorpcija kostiju.
Srastanje
Ako se dozvoli da deluje prirodi proces reparacije, zaustavlja se dalja destrukcija kostiju i bolest prelazi u fazu srastanja. U njoj se obnavlja prirodni proces koji sprećava dalji nastanak mikrotrauma.
Remodelovanje ili konsolidacija.
U ovoj fazi nastaje proces zaćaranog kruga, u kojoj se desenzibilisani zglobovi i koštane strukture izlažu mehaničkim oštećenjima sa jedne strane, i neuspelim pokušajima reparacije što u 23% slučajeva dovodi do ponovne aktivacije bolesti.
U nastanku Šarkoove artropatije bitnu ulogu ima neuropatija — oštećenje senzibiliteta nerava, na koje se kod dijabetičara nadovezuju i neuropatije motornih i autonomnih nerava, koji takođe učestvuju u nastanku ove hronične komplikacije. U ovom procesu kada dođe do poremećaja funkcije simpatičkog nervnog sitema, koji u donjim ekstremitetima inerviše male krvne sudove znojne zležde i mišiće zatezače dlake, dolazi do pojačane perfuzije i vazodilatacije. To se klinički ispoljava toplom i suvom nogom, neuropatskim otokom i pojaćanom perfuzijom krvi u koštanom tkivu.
Za razliku od simpatičke motorna neuropatija dovodi do slabosti mišića što dovodi do funkcionalnih i dinamičnih nestabilnosti što produbljuje već prisutna oštećenja na nogama. Usled gubitka mišićne snage u prednjoj loži stopala, jača kompenzatorna uloga mišića zadnje lože što dovodi do ekvinus deformiteta stopala. Ovaj deformitet rezultuje pojavom patološkog pritiska na tarzometatarzalne zlobove i nesposobnošću normalnog hodanja uz stepenice i ustajanje iz sedećeg položaja.

## Klinička slika
Aktivnu fazu bolesti karakteriše toplo, crveno i natečeno stopalo (zapaljenje), često bez bolova, zbog polineuropatije.
U aktivnoj fazi kost postaje krhka zbog privremene osteopenije koja dovodi do lomova, destrukcije zgloba i spuštanja uzdužnog svoda stopala.
Tokom manje aktivne ili neaktivne faze stopalo više nije crveno, ali može doći do pojave edema mekog tkiva i koštane srži. Istaknuti osteofiti i opipljiva labava tela posledica su značajnog uništavanja zglobova i kostiju, praćenog koštanom proliferacijom.
Nedavno istraživanje pokazalo je da postoji rizik od ponovne aktivacije „prethodno aktivnog“ Šarkoove artropatije u oko 23% slučajeva u srednjem intervalu od 27 meseci.

## Dijagnoza
Dijagnostika osteomielitisa kod ove bolesti je teška  prvenstveno u aktivnom stadijumu bolesti kada su klinički simptomi praktično isti kao kod osteomielitisa i kod Šarkoove neuro-osteoartropatije. Suprotno tome, u hroničnom stadiju simptomi osteomielitisa usled ishemije i imunodeficijencije mogu biti maskirani.
Dijagnostika osteomielitisa nije moguće samo na osnovu jednog pregleda.  Poreklo osteomielitisa je u većini slučajeva uzrokovano širenjem infekcije iz mekih tkiva. Ulceracija u anamnezi ili prisustvo ulceracije i / ili prethodna amputacija u području stopala mogući su faktori koji se mogu uzeti u obzir prilikom sumnje na osteomielitis. Osteomijelitis kod Šarkoove neuro-osteoartropatije bez ulceracije ima vrlo malu verovatnoću. Suprotno tome, visoka prediktivna vrijednost za prisustvo osteomielitisa su ulceracije veće od dva cm2 i dublje od tri mm.
Još jedan dopunski pregled je test kođtanom sondom (PTB), finom tupom čeličnom sonda kojom treba prodreti kroz ulceraciju do kosti. Osetljivost testa je od 38 do 94%, a specifičnost 85 do 98%.
Laboratorijski testovi u Šarkoovoj neuro-osteoartropatiji ne pokazuju veće markere upale (praktično normalan broj leukocita, CRP, prokalcitonin i FW).

## Diferencijalna dijagnoza
U načelu, za diferencijalnu dijagnozu osteomielitisa u Šarkoovoj neuro-osteoartropatiji, važnu ulogu igra složen pogled na upalne markere i kliničke manifestacije infekcije. Tipične diferencijalne dijagnoze u ranoj fazi Šarkoove artropatije uključuju:
- trombozu dubokih vena,
- giht,
- osteoartritis i
- infekciju (celulitis/osteomijelitis).[49]

## Terapija
Za sada ne postoji efikasan način lečenja Šarkoove artropatije, tako da se u terapiji primarni značaj pridaje prevenciji šećerne bolesti, i dugogodišnja zaštita stopala u riziku. Kako reaktivacija Šarkoove artropatije nije neuobičajena, kod stopala sa značajnim deformitetom uvek ostaje u riziku od pojave ulceracija.
Imobilizacija
Pravilan tretman upaljenog (inflamiranog) i natečenog stopala kod pacijenta sa senzornom neuropatijom zasniva se na imobilizaciji, od stopala do ispod kolena, koja ima za cilj sprečavanje napredovanja bolestii pojavu deformiteta. Za tu namenu najčešće se koristi fiksna potkolena ortoza (do visine kolena) sa odgovarajućom podlogom za stopalo. Kada je fiksna rasteretna potkolena ortoza kontraindikovana ili je pacijent ne podnosi iz bilo kojeg razloga, treba razmotriti
upotrebu mobilne potkolene ortoze sa odgovarajućom podlogom za stopalo, za lečenje neuropatskog ulkusa plantarne
regije prednjeg segmenta stopala, ali samo u slučajevima kada se može očekivati da će pacijent na adekvatan način koristiti preporučeno pomagalo.
Zamenu imobilizacije, odnosno skidanje ortoze, treba vršiti otprilike jednom u dve nedelje. Nakon skidanja imobilizacije nogu treba pregledati i izvršiti merenja temperature kože.
Takom imobilizacije potrebno je tok bolesti pratiti radiografijom otprilike svakog meseca sve dok se ne završi akutna faza bolesti, što dokazuje normalizacija temperature i radiografski nalaz. Ovaj način lečenja u najvećem broju slučajeva traje od tri do šest meseci.
Cipela za rasterećenje
Kada je rasteretna potkolena ortoza kontraindikovana ili je pacijent ne podnosi iz bilo kojeg razloga, treba razmotriti upotrebu cipele za rasterećenje prednjeg segmenta stopala, gips cipelu ili privremenu cipelu izrađenu po meri za lečenje neuropatske artropadije ili ulkusa plantarne regije prednjeg segmenta stopala, ali samo kada se može očekivati da će se pacijent pridržavati preporuka za nošenje cipela.
Hirurška terapija
Postoje pokušaji hirurškog lečenja u razvijenijoj fazi bolesti sa nepouzdanim ishodom lečenja, jer hirurško lećenje na omogućava uspešni oporavak već samo odlaže vreme potpune imobilizacije, koja je na kraju neminovna.
Trenutno najsavremeniji tretman je rasterećenje pogođenog stopala (što je pre moguće) kako se navedena četiri stadijuma bolesti nebi razvila, i stopalo zaštitilo od većih promena oblika. Rasterećenje stopala, postiže se njegovom stabilizacijom primenom spoljašnjeg fiksatora po Ilizarovu. Ova metoda pokazala se kao dobra za lečenja stopala kod pacijenata sa komplikacijama (npr kod jakog deformiteta ili nakon uklanjanja osteomijelitskih fragmenata kosti).

## Prognoza
Čir (ulceracija) na stopalu, naknadna infekcija i na kraju amputacija česta su pojava kod nelečenih ili nepravilno lečenih pacijenta sa Šarkoovom artropatijom.

## Mere prevencije
Edukacija pacijenata i redovna nega stopala od strane stručnjaka, uz adekvatno lećenje šećerne bolesti, sastavni su aspekti celoživotnog programa zaštite stopala i očuvanja integriteta kože, kod bolesnika sa Šarkoovom artropatijom.
Ulceracija kože stopala može se sprečiti pažljivim izborom režim lečenja i prevencije. Međutim, i u neuobičajenom slučaju rekurentne ulceracije, uprkos pridržavanju pažljivo osmišljenog režima, nameće se potreba za rekonstruktivnom hirurgijom. Ova metoda koja poslednjih godina dobijaa na popularnost, ima za cilj da se korekcijom deformiteta izvrši preraspodelu pritiska na pojedinim delovima stopala. Iako ovi postupci mogu biti vrlo uspešni, ipak za sada treba da budu rezervisani samo za odabrane pacijente, ali ne i za one koji se mogu uspešno lečiti agresivnim nehirurškim merama.

## Spoljašnje veze
|  | Molimo Vas, obratite pažnju na važno upozorenje u vezi sa temama iz oblasti medicine (zdravlja). |